# Apauruṣeya
Apauruṣeya (devanāgarī : अपौरुषेय) ; signifie littéralement « non-humain » en sanskrit. Ce terme est utilisé par les écoles Védanta et Mîmâmsâ pour signifier le caractère révélé et incréé des Védas.

## Les trois points de vue
La grande majorité des courants de pensée hindouistes accepte l'autorité du Veda. Selon la tradition, il fut révélé aux hommes de façon « non-humaine » (अपौरुषेय, apauruṣeya) par Brahman, à travers les Rishi qui, en état de méditation profonde entendirent le cosmos proférer de lui-même le son fondamental que développent ensuite les stances du Veda éternel,. 
Si les six écoles philosophiques hindoues dites « orthodoxes » acceptent l'autorité des Védas, il existe néanmoins entre elles des nuances d'interprétation quant à leur nature. Alors que pour l'école de philosophie Nyâya les Védas sont créés par Dieu (Ishvara), pour les écoles  Védanta et Mîmâmsâ, le Veda est sans auteur (apaurusheya) et éternel, il possède sa propre autorité auto-suffisante et auto-validante.
L'école Mîmâmsâ affirme que puisque les Védas sont composés de mots (shabda) et que les mots sont composés de phonèmes, les phonèmes étant éternels, les Vedas sont aussi éternels
Selon Madhva et ses disciples, les Védas sont des moyens valides de connaissance mais, leur validité ne provenant pas du discours d'une personne, ils doivent être considérés comme incréés. Sri Vyâsa Tîrtha soutient qu'il est préférable d'accepter la validité directe des Vedas sur la base de leur caractère incréé plutôt que de le faire indirectement en admettant l'existence d'un être omniscient ; en effet, il n'y a aucune certitude que même un tel auteur n'essaierait pas de tromper l'humanité par de fausses déclarations. 
Dieu peut être considéré comme le grand maître des Vedas, étant la première personne qui les a prononcés et enseignés. Il ne les a pas créés, mais il s'en souvient éternellement, de sorte qu'il n'y a aucune possibilité que l'ordre védique des mots soit détruit. Ordinairement, la validité des faits précède celle des mots qui les expriment, et celle-ci dépend de la première ; mais dans le cas des Védas, les mots et les phrases ont une validité antérieure aux faits et indépendante d'eux. L’école de Madhva syncrétise ainsi les approches Nyāya et Mīmāṃsā des Vedas sans se réduire à l’une d’entre elles.